# Лазуркина, Дора Абрамовна
До́ра Абра́мовна Лазу́ркина (урожд. Клебанова; 24 апреля (6 мая) 1884, Новозыбков, Новозыбковский уезд, Черниговская губерния, Российская империя — 24 января 1974, Ленинград, РСФСР, СССР) — российская политическая деятельница, большевик, революционерка, педагог, публицистка, мемуаристка.

## Биография
Родилась 6 мая (24 апреля по старому стилю) 1884 года в Новозыбкове Черниговской губернии в еврейской семье, отец был лесником.
В 9 лет поступила в Новозыбковскую женскую гимназию, которую окончила с золотой медалью. В 15 лет вступила в местный социал-демократический кружок, где выполняла технические задания. После получения образования пошла работать на спичечную фабрику М. Волкова. Уехав из Новозыбкова, стала заведующей народной школой в Мозыре Минской губернии. Была поклонницей героев романов «Что делать» Н. Г. Чернышевского и «Овод» Э. Л. Войнич. В 1900—1902 годах училась на курсах Лесгафта в Санкт-Петербурге. В студенческих кругах познакомилась с «Капиталом» К. Маркса и статьями В. И. Ленина, стала активной участницей студенческих революционных кружков, занялась пропагандистской работой среди рабочих. Распространяла газету «Искра». В 1902 году вступила в РСДРП. Партийный псевдоним — Соня. В мае того же года арестована за подготовку первомайской демонстрации, просидела 8 месяцев в тюрьме, сослана под надзор полиции в Новозыбков, а затем уехала в Одессу, где сменила фамилию и перешла на нелегальное положение, став профессиональной революционеркой.
Работая пропагандисткой в Одессе, в 1903 году была арестована на одном из заседаний местного партийного комитета и посажена в тюрьму, из которой спустя семь месяцев была выпущена под залог без права возвращения в столицу сроком на 5 лет. Там же, в Одессе, познакомилась с профессиональным революционером Михаилом Семёновичем Лазуркиным (партийный псевдоним — Борис), за которого в 1906 году вышла замуж. Вскоре по заданию партийного комитета отправилась на работу в Николаев, но после провала направлена в Екатеринославскую губернию — в сам Екатеринослав. Будучи членом партийного комитета, в котором был выявлен провокатор, в 1904 году была вынуждена скрыться — в крестьянском платье и по чужому паспорту уехала в Женеву. Именно там, она в возрасте 19 лет, впервые познакомилась с Лениным, прожив восемь месяцев на квартире у Ульяновых и проникнувшись под его руководством большевизмом.
На следующий день после получения известий о кровавом воскресенье, 10 января 1905 года по поручению Ленина отправилась в Санкт-Петербург, а затем в Одессу, где стала связной с Заграничным бюро ЦК РСДРП. Работала пропагандисткой и организатором, однако была арестована полицией и сослана в Архангельскую губернию. Бежав из ссылки, прибыла в Москву, где приняла участие в партийной конференции, на которой была арестована и отправлена в Бутырскую тюрьму. После освобождения из заключения 17 октября 1905 года, направилась в Санкт-Петербург, а именно в Выборгский район, где была членом комитета, работала организатором и пропагандистом. 12 декабря 1905 года выступила на фабрике Нобеля перед рабочими Выборгской стороны с призывом к забастовке и поддержке Москвы. Вышла после митинга вместе с членами комитета на Самсониевскую улицу, где произошла перестрелка с городовым, которого убил кто-то из толпы. Была обвинена в убийстве и приговорена к тюремному заключению сроком на один год. В 1906 году сослана в Вятскую губернию, откуда бежала в Санкт-Петербург.
В 1906—1907 годах работала в Санкт-Петербурге в партийных организациях Нарвского и Василеостровского районов. В 1907 году вновь арестована и отправлена в тюрьму, из которой освободилась в 1908 году. В 1910 году в семье Лазуркиных родился сын Виктор, а в 1912 году — дочь Юлия. Окончив педагогический институт Фрёбеля, Дора Лазуркина стала сотрудничать в педагогических обществах и преподавать. В годы реакции работала в газете, организовывала вечера, участвовала в сборе денег для печати.
После победы Февральской революции 1917 года работала организатором 1-го городского района, была членом Петроградского комитета РСДРП(б) и Петроградской центральной городской думы, делегатом VII (апрельской) Всероссийской конференции РСДРП(б). Дружила с Н. К. Крупской, Ф. Э. Дзержинским, С. М. Кировым, Г. К. Орджоникидзе, А. В. Луначарским. В декабре 1918 года была снята с партийной работы и перешла в Народный комиссариат просвещения на должность заведующей дошкольным отделом, занявшись организацией дошкольного воспитания и став членом государственной комиссии по народному просвещению.
В 1922 году по личному желанию переведена в Петроград, где в 1922—1928 годах была заведующей областной партийной школы и членом Ленинградской областной партийной контрольной комиссии. В 1928 году, по рекомендации Ленинградского областного комитета, Центральным комитетом партии Лазуркина назначена на пост директора Ленинградского государственного педагогического института им. А. И. Герцена (тогда как Лазуркин с 1933 года занимал должность директора Ленинградского университета). Не имея учёного звания, за короткий срок наладила работу по подготовке квалифицированных педагогических кадров, организации ряда новых факультетов, пересмотру учебных планов и программ, привлечению в совет института общественных деятелей и студентов, вела активную публицистическую работу в институтской газете. В 1932—1934 годах работала заместителем секретаря партколлегии областной контрольной комиссии. После убийства С. М. Кирова была исключена из партии, но впоследствии восстановлена. В 1934—1937 годах заведовала отделом школ Ленинградского городского комитета ВКП(б).
8 августа 1937 года была арестована органами НКВД. В том же году её муж был исключён из партии, а затем тоже арестован. Он погиб в застенках НКВД: застрелен следователем на допросе, а затем выброшен на улицу с целью инсценировки самоубийства. За «участие в контрреволюционной организации» первоначально приговорена Особым совещанием при НКВД СССР к 5 годам ссылки, 10 ноября 1939 года осуждена на 8 лет исправительно-трудовых лагерей, а 13 апреля 1949 года отправлена в ссылку на поселение. В 1955 году была освобождена, проведя в общей сложности 18 лет в лагерях, тюрьмах и ссылках. В том же году реабилитирована, посмертно был реабилитирован и её муж. В годы заключения заболела психической болезнью: до конца жизни мучалась ночными кошмарами, в которых мерещились истязания, побои, слежки.
В 1956 году стала пенсионером союзного значения, и в том же году в связи с 50-летием революции 1905-1907 годов награждена орденом Ленина. Неоднократно избиралась делегатом партийных съездов, в том числе VI съезда РСДРП(б), XVII съезда ВКП(б) и XXII съезда КПСС. 30 октября 1961 года с трибуны съезда в предпоследний день его работы выступила в поддержку предложения первого секретаря Ленинградского обкома КПСС Ивана Спиридонова о выносе тела Сталина из мавзолея, рассказав под бурные аплодисменты о том, что ей «приснился» Ленин, сказавший, что не хочет с ним рядом лежать:
Я всегда в сердце ношу Ильича и всегда, товарищи, в самые трудные минуты, только потому и выжила, что у меня в сердце был Ильич и я с ним советовалась, как быть. Вчера я советовалась с Ильичем, будто бы он передо мной как живой стоял и сказал: мне неприятно быть рядом со Сталиным, который столько бед принёс партии.
Съезд единогласно принял постановление «признать нецелесообразным дальнейшее сохранение в Мавзолее саркофага с гробом И. В. Сталина, так как серьёзные нарушения Сталиным ленинских заветов, злоупотребления властью, массовые репрессии против честных советских людей и другие действия в период культа личности делают невозможным оставление гроба с его телом в Мавзолее В. И. Ленина». Перезахоронение состоялось тайно в ночь с 31 октября на 1 ноября. Молотов, согласно Чуеву, помнил «как Дора Лазуркина выступала. Просто, по-моему, ведьма какая-то. Во сне видит, как Ленин ругает Сталина».
В 1971 году надиктовала свои воспоминания на магнитофон, которые были переданы в коллекцию личных дел ЦГАИПД. Любила выступать с рассказами о встречах с Лениным.
Обладала обострённым чувством справедливости, выражала несогласие с присвоением Л. И. Брежневу звания Героя Советского Союза, выступала с идеей ограничений привилегий для партработников, ввиду чего Лазуркину перестали приглашать на партийные мероприятия, а её 70-летний юбилей пребывания в партии не был никак отмечен.
Скончалась 24 января 1974 года в Ленинграде в возрасте 89 лет, ровно через 50 лет после смерти почитаемого ею Ленина. Похоронена на Богословском кладбище у кенотафа своего мужа. Решением исполкома Ленгорсовета № 757 от 24 октября 1977 года надгробный памятник взят под государственную охрану как объект культурного наследия регионального значения.

## Личная жизнь
Муж: Михаил Семёнович Лазуркин (1883—1937) — хозяйственник, директор Политехнического института (1930—1933), директор Ленинградского государственного университета (1933—1937). 
- Дочь: Юлия Михайловна Лазуркина (1912—1977) — кандидат педагогических наук, доцент кафедры педагогики Ленинградского государственного педагогического института им. А. И. Герцена; Юлии Михайловне Лазуркиной посвящен рассказ «Кукла», написанный ее зятем, писателем Г.А.Черкашиным.[27]
  - Внучка — Валентина Болеславовна Лазуркина (1937—2022), окончила биолого-почвенный факультет ЛГУ, кандидат биологических наук, сотрудник библиотеки РАН[28]. 
    - Правнучка — Черкашина Марина Геннадьевна (20 января 1962—3 ноября 2001), выпускница филологического факультета ЛГУ, журналист, переводчик, преподаватель русской словесности.
- Сын: Виктор Михайлович Лазуркин (1910—1992) — арктический геолог[10]. 
  - Внук — Дмитрий Викторович Викторович (1935—2018), геолог, исследователь геологии Северо-Востока СССР.

## Награды
- Орден Ленина (23 марта 1956) — в связи с пятидесятилетием первой русской революции 1905—1907 г.г. за активное участие в революционном движении[29].
- Орден Ленина (27 октября 1967) — в связи с пятидесятилетием Великой Октябрьской социалистической революции 1917 г.г. за активное участие в революционном движении[30].

## Память
- В телесериале «А. Л. Ж. И. Р.», вышедшем в 2019 году на канале «НТВ», актриса Ольга Лапшина сыграла роль убеждённой коммунистки и узницы лагеря Эммы Лазуркиной, прототипом которой является собственно Дора Лазуркина[31][32].
- В романе Григория Климова «Князь мира сего» упомянута как «старая большевичка Дора Мазуркина»[33].